# Pachysandra procumbens
Pachysandra procumbens  es una especie de planta perenne perteneciente a la familia Buxaceae, nativa del sudeste de los Estados Unidos desde Virginia Occidental y Kentucky al sur hasta Florida, y al oeste a Louisiana. 

## Descripción
Es un arbusto de hoja perennifolia, que alcanza un máximo de 30 cm de alto, por lo general menos. La hojas tienen 5-10 cm de largo, con un margen toscamente dentado. Las flores son pequeñas, de color blanco, producidas varias juntas en una inflorescencia terminal en forma de racimo de 2-3 cm de largo.

## Taxonomía
El género fue descrito por André Michaux y publicado en Flora Boreali-Americana 2: 177–178, pl. 45. 1803.
Etimología
Pachysandra: nombre genérico que deriva de las palabras griegas pachys = ("gruesos") y andros = ("macho"), que es una referencia a los gruesos estambres (la parte masculina de la flor).
procumbens: epíteto latíno que significa "postrado".
Sinonimia
- Pachysandra erecta Raf. ex Baill.[3]

## Galería

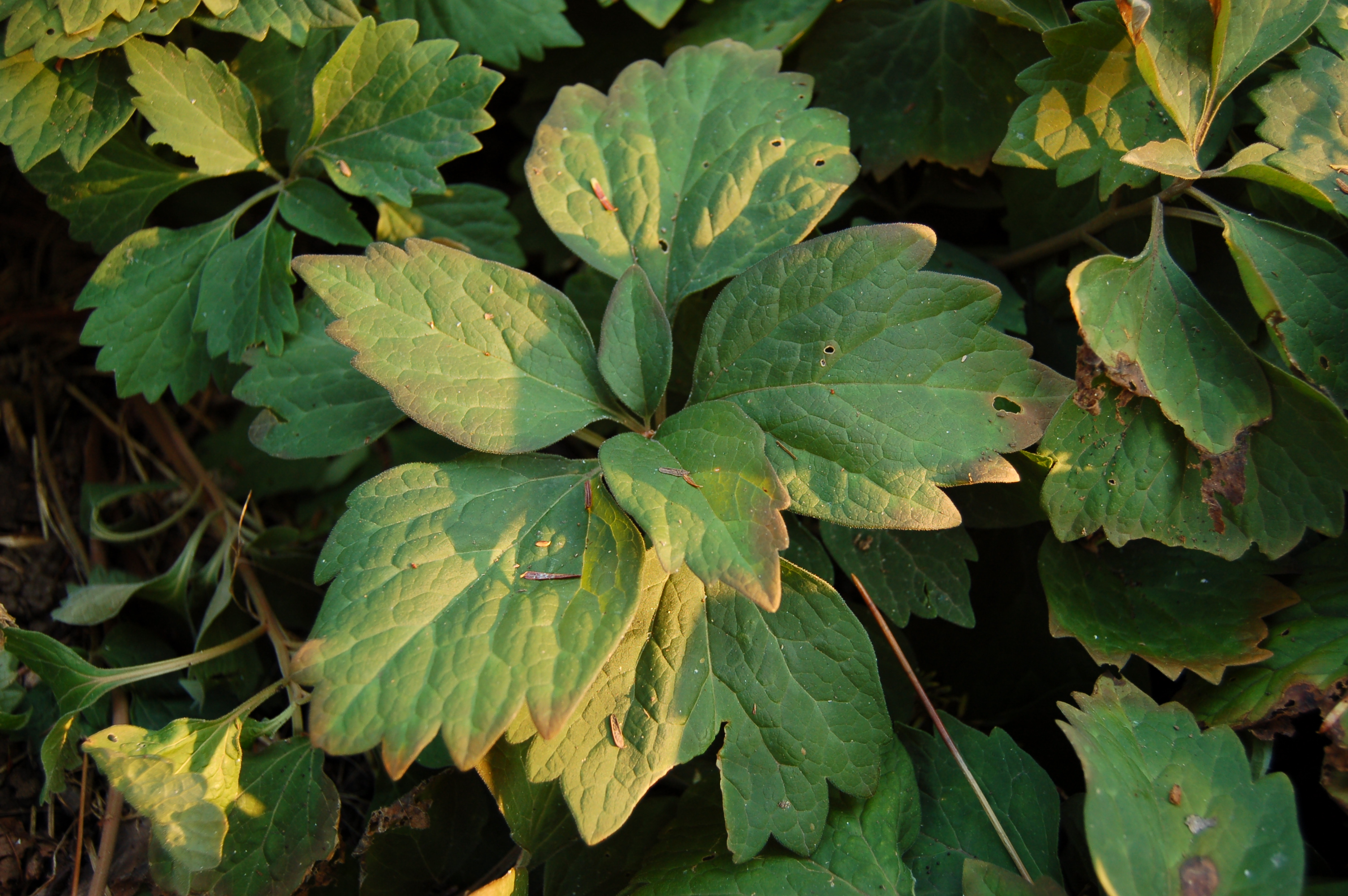
Manojo de hojas
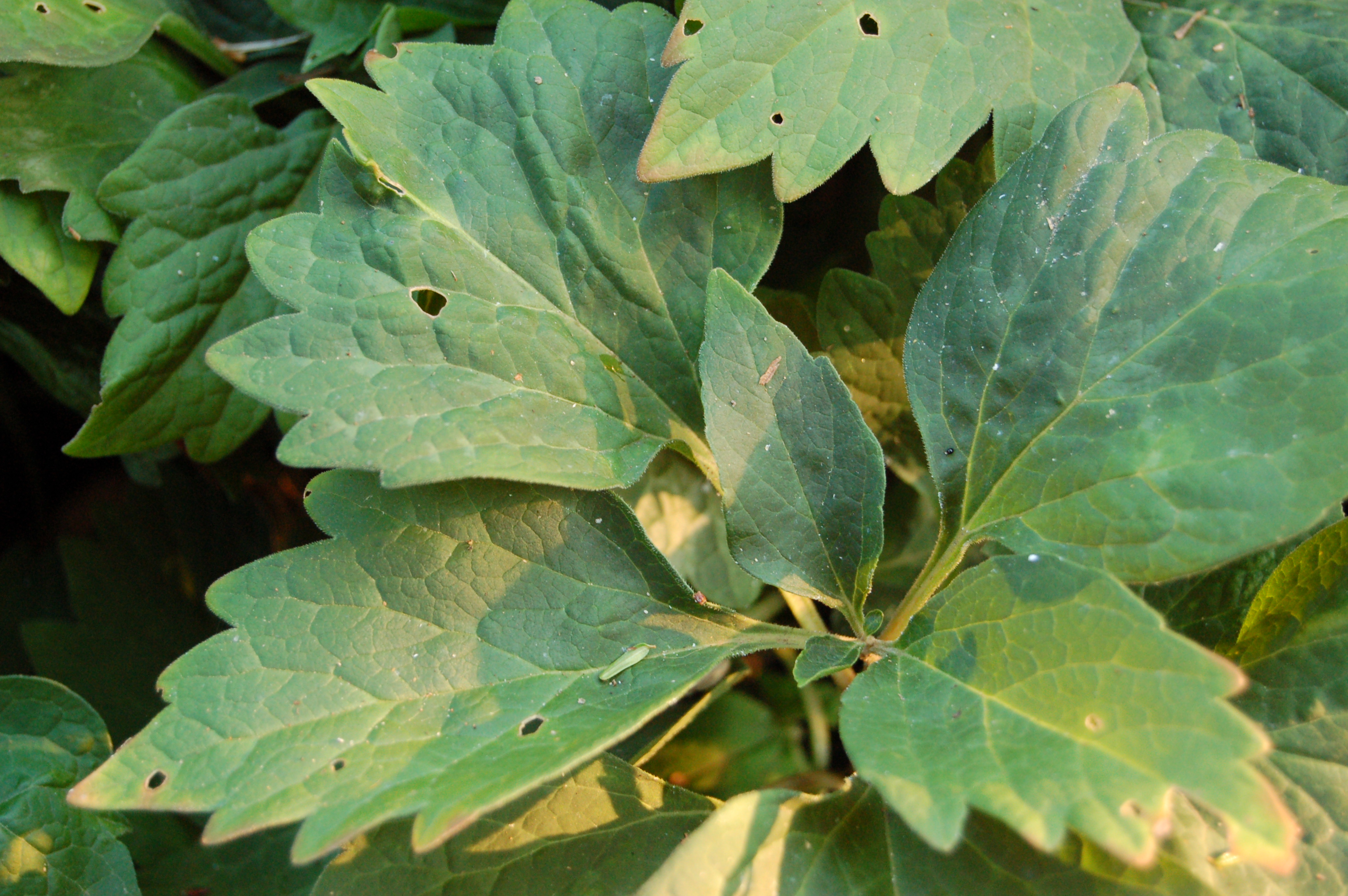
Hojas
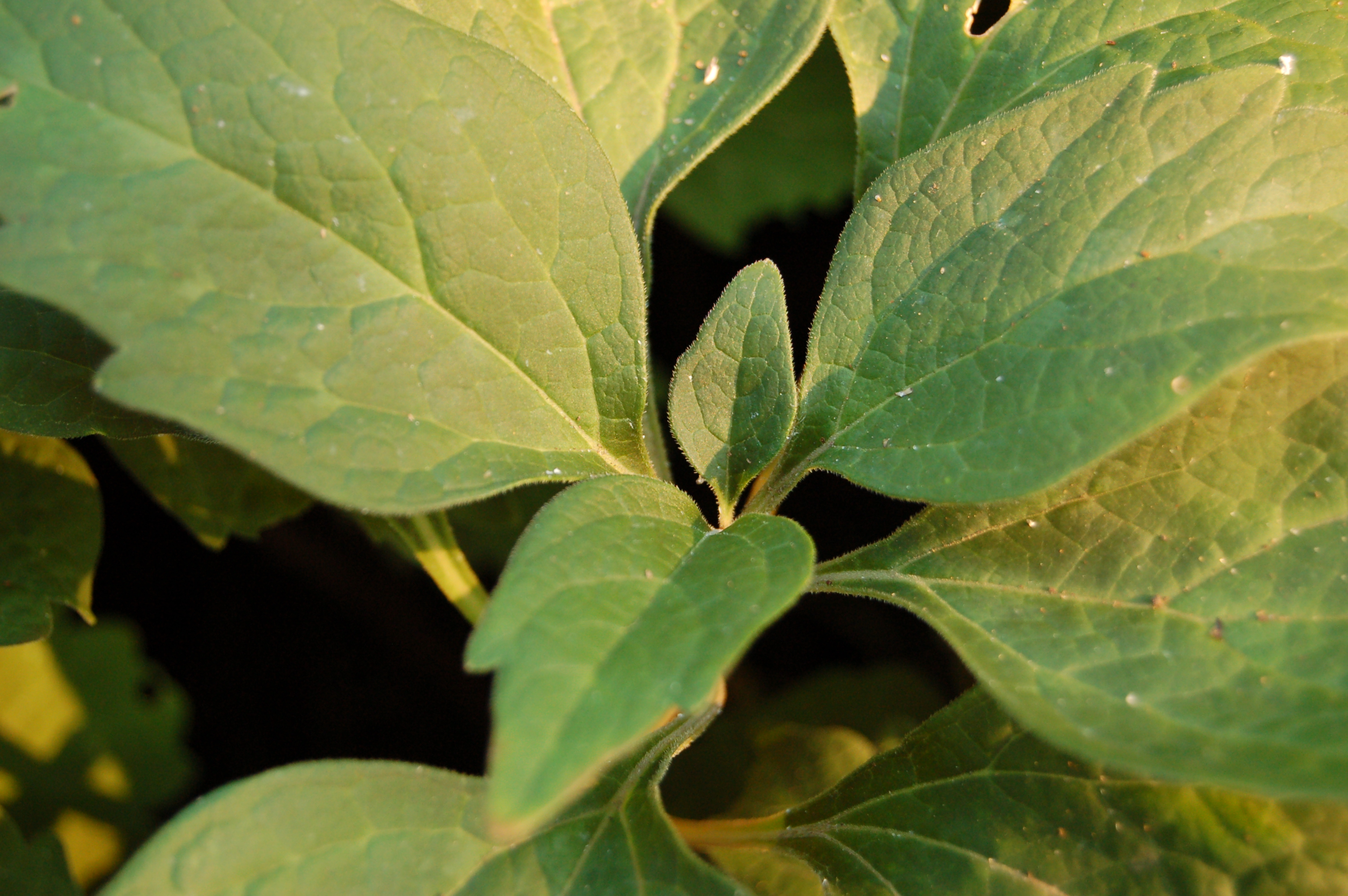
Detalle de la hoja